# 茵迪絲
茵迪絲 Indis，是英國作家約翰·羅納德·鲁埃爾·托爾金的中土世界中的人物。諾多族第一任最高君王芬威的第二个妻子。她是凡雅族人，為芬威生下兩个兒子：芬國昐和費納芬，及兩个女兒：芬迪絲和伊瑞米，同時是費諾的後母。在丈夫被杀害后，茵迪丝与长女芬迪丝回到她的娘家——凡雅族中生活。
茵迪絲或她的母親是凡雅族及所有精靈的最高君王英格威的妹妹。

## 芬威家族
```
          (1)            (2)

迷瑞爾
 ========= 
芬威
 ========= 
茵迪絲
 
            |
           |                -------------------------------
         
費諾
 = 
諾丹妮爾
      |      |               |      |
                |         
芬迪絲
   
芬國昐
 = 
阿纳尔瑞
  
伊瑞米
   
費納芬
 = 
伊珥雯

            
梅斯羅斯
                         |                    |
           
梅格洛爾
                       
芬鞏
                
芬羅德·費拉剛
      
            
凱勒鞏
                         
特剛
                
安格羅德
------
歐洛隹斯
------
吉爾加拉德

            
卡蘭希爾
                       
雅瑞希爾
            
艾格諾爾
   
            
庫路芬
------
凱勒布理鵬
         
亞岡
                
凱蘭崔爾
   
            
安羅德
                                                         
            
安瑞斯
```